# Ezekiel Fryers
Ezekiel Fryers (Manchester, Inglaterra, 9 de septiembre de 1992) es un futbolista inglés. Juega de defensa.

## Trayectoria

### Manchester United
Durante la temporada 2010-11, Fryers sufrió una grave lesión en la rodilla que lo mantuvo fuera la mayor parte de la temporada. Fryers hizo su debut en el Manchester United en la Copa de la Liga el 20 de septiembre de 2011, iniciando junto a Michael Carrick en la defensa central en la victoria por 3-0 en la tercera ronda del United sobre su rival Leeds United. Luego jugó en la victoria por 3-0 en la cuarta ronda contra Aldershot Town el 25 de octubre, apareciendo como lateral izquierdo. El 2 de noviembre, fue sustituto por Jonny Evans durante la victoria por 2-0 ante Oţelul Galaţi por la Liga de Campeones partido de la fase de grupos en Old Trafford. Hizo su debut en la Premier League en el partido contra Wolverhampton Wanderers, como sustituto de Patrice Evra en el minuto 68; el juego terminó 4-1. El 26 de diciembre de 2011, Fryers continuó presionando para obtener más inclusiones como sustituto en el minuto 46 de Jonny Evans en un partido de liga contra Wigan Athletic.
En febrero de 2012, Sky Sports publicó una historia que sugería que Fryers podría seguir al producto de la academia Ravel Morrison fuera de Old Trafford al final de la temporada 2011-12. El 4 de julio de 2012, Sir Alex Ferguson declaró en una entrevista: "No hemos escuchado nada de Zeki Fryers, no sé lo que está sucediendo allí, pero él no ha estado en contacto con el club. Su agente no tiene He estado en contacto con el club y solo puedo suponer que volverá para el entrenamiento".

### Standard Lieja
Fryers pasó el entrenamiento de verano con el Tottenham Hotspur antes de una propuesta de transferencia, pero los dos clubes no pudieron acordar un paquete de compensación (en Inglaterra, cuando un jugador menor de 23 años deja un club al final de su contrato, su nuevo club debe pagar una tarifa a su antiguo club como compensación por haberlo formado). El club belga Standard Lieja también expresó su interés en Fryers, y como no es un club inglés, no tuvieron que pagar al Manchester United el mismo nivel de compensación. Fryers firmó un contrato de dos años con Lieja el 23 de agosto de 2012. Fryers jugó siete partidos para Standard, pero con el despido de Ron Jans en noviembre, fue excluido del equipo y finalmente le informó a su agente que sentía nostalgia.

### Tottenham Hotspur
Con Fryers fuera de lugar en Bélgica, el Tottenham renovó su interés en él en el período de transferencia de enero de 2013 y llegó a un acuerdo con Standard Lieja para ficharlo. La transferencia fue criticada por el entonces gerente del Manchester United Alex Ferguson, quien acusó a Tottenham de "manipulación flagrante" de las reglas, habiendo intentado fichar a Fryers directamente del United en la ventana de transferencia anterior. Al firmar, Fryers hizo parte del equipo profesional del Tottenham. Durante la competencia de la Copa de Asia, en julio de 2013, Tottenham llevó a Fryers como sustituto, donde jugó como lateral izquierdo por el resto del juego. El club le dio el dorsal nº 35.

### Crystal Palace
El 1 de septiembre de 2014, Fryers firmó contrato de tres años con Crystal Palace por una tarifa no divulgada. El defensor será liberado de su contrato el 30 de junio de 2017.

### Préstamos
Después de hacer solo una aparición suplente de 3 minutos en la Liga para Crystal Palace, Fryers se unió a Rotherham United con un préstamo de un mes el 16 de enero de 2015. El 26 de marzo de 2015, Fryers firmó con Ipswich Town en préstamo hasta el final de la temporada 2014-15, junto con su compañero de equipo en Crystal Palace, Jonny Williams.

### Barnsley
El 1 de julio de 2017, se anunció que Fryers se había unido al Barnsley de la Championship por un contrato de tres años.
Fue liberado del club al término de la temporada 2018-19.

### Swindon Town
Fichó por el Swindon Town para la temporada 2019-20.

## Selección nacional
Fue internacional en categorías inferiores con la selección de Inglaterra.

## Estadísticas

### Clubes
Actualizado al último partido disputado en 2023.
| Club                                                                        | Div.          | Temporada     | Liga  | Liga  | Copas nacionales | Copas nacionales | Copas internacionales(1) | Copas internacionales(1) | Total | Total |
| Club                                                                        | Div.          | Temporada     | Part. | Goles | Part.            | Goles            | Part.                    | Goles                    | Part. | Goles |
| --------------------------------------------------------------------------- | ------------- | ------------- | ----- | ----- | ---------------- | ---------------- | ------------------------ | ------------------------ | ----- | ----- |
| Manchester United F. C. Inglaterra                                          | 1.ª           | 2011-12       | 2     | 0     | 3                | 0                | 1                        | 0                        | 6     | 0     |
| Manchester United F. C. Inglaterra                                          | Total club    | Total club    | 2     | 0     | 3                | 0                | 1                        | 0                        | 6     | 0     |
| Standard de Lieja · Bélgica                                                 | 1.ª           | 2012-13       | 7     | 0     | 0                | 0                | ―                        | ―                        | 7     | 0     |
| Standard de Lieja · Bélgica                                                 | Total club    | Total club    | 7     | 0     | 0                | 0                | 0                        | 0                        | 7     | 0     |
| Tottenham Hotspur F. C. Inglaterra                                          | 1.ª           | 2013-14       | 7     | 0     | 2                | 0                | 7                        | 0                        | 16    | 0     |
| Tottenham Hotspur F. C. Inglaterra                                          | Total club    | Total club    | 7     | 0     | 2                | 0                | 7                        | 0                        | 16    | 0     |
| Crystal Palace F. C. Inglaterra                                             | 1.ª           | 2014-15       | 1     | 0     | 1                | 0                | ―                        | ―                        | 2     | 0     |
| Rotherham United F. C. Inglaterra                                           | 2.ª           | 2014-15       | 10    | 0     | 0                | 0                | ―                        | ―                        | 10    | 0     |
| Rotherham United F. C. Inglaterra                                           | Total club    | Total club    | 10    | 0     | 0                | 0                | 0                        | 0                        | 10    | 0     |
| Ipswich Town F. C. Inglaterra                                               | 2.ª           | 2014-15       | 3     | 0     | 0                | 0                | ―                        | ―                        | 3     | 0     |
| Ipswich Town F. C. Inglaterra                                               | Total club    | Total club    | 3     | 0     | 0                | 0                | 0                        | 0                        | 3     | 0     |
| Crystal Palace F. C. Inglaterra                                             | 1.ª           | 2015-16       | 0     | 0     | 0                | 0                | ―                        | ―                        | 0     | 0     |
| Crystal Palace F. C. Inglaterra                                             | 1.ª           | 2016-17       | 8     | 0     | 4                | 0                | ―                        | ―                        | 12    | 0     |
| Crystal Palace F. C. Inglaterra                                             | Total club    | Total club    | 9     | 0     | 5                | 0                | 0                        | 0                        | 14    | 0     |
| Barnsley F. C. Inglaterra                                                   | 2.ª           | 2017-18       | 22    | 1     | 1                | 0                | ―                        | ―                        | 23    | 1     |
| Barnsley F. C. Inglaterra                                                   | 3.ª           | 2018-19       | 5     | 0     | 3                | 1                | ―                        | ―                        | 8     | 1     |
| Barnsley F. C. Inglaterra                                                   | Total club    | Total club    | 27    | 1     | 4                | 1                | 0                        | 0                        | 31    | 2     |
| Swindon Town F. C. Inglaterra                                               | 4.ª           | 2019-20       | 22    | 1     | 3                | 0                | ―                        | ―                        | 25    | 1     |
| Swindon Town F. C. Inglaterra                                               | 3.ª           | 2020-21       | 10    | 0     | 1                | 0                | ―                        | ―                        | 11    | 0     |
| Swindon Town F. C. Inglaterra                                               | Total club    | Total club    | 32    | 1     | 4                | 0                | 0                        | 0                        | 36    | 1     |
| Stockport County F. C. Inglaterra                                           | 5.ª           | 2021-22       | 5     | 0     | 1                | 0                | ―                        | ―                        | 6     | 0     |
| Stockport County F. C. Inglaterra                                           | Total club    | Total club    | 5     | 0     | 1                | 0                | 0                        | 0                        | 6     | 0     |
| Welling United F. C. Inglaterra                                             | 6.ª           | 2021-22       | 1     | 0     | —                | —                | —                        | —                        | 1     | 0     |
| Welling United F. C. Inglaterra                                             | Total club    | Total club    | 1     | 0     | 0                | 0                | 0                        | 0                        | 1     | 0     |
| Macclesfield F. C. Inglaterra                                               | 7.ª           | 2022-23       | 3     | 0     | 0                | 0                | —                        | —                        | 3     | 0     |
| Macclesfield F. C. Inglaterra                                               | Total club    | Total club    | 3     | 0     | 0                | 0                | 0                        | 0                        | 3     | 0     |
| AFC Eskilstuna · Suecia                                                     | 2.ª           | 2023          | 23    | 0     | 1                | 0                | —                        | —                        | 24    | 0     |
| AFC Eskilstuna · Suecia                                                     | Total club    | Total club    | 23    | 0     | 1                | 0                | 0                        | 0                        | 24    | 0     |
| Total carrera                                                               | Total carrera | Total carrera | 129   | 2     | 19               | 1                | 8                        | 0                        | 156   | 3     |
| (1) Incluye datos de la Liga de Campeones (2011-12), Liga Europa (2013-14). |               |               |       |       |                  |                  |                          |                          |       |       |